# Walter Márquez
Walter Márquez, né le 28 octobre 1936, est un ancien joueur uruguayen de basket-ball.